# Siphonochilus bambutiorum
Siphonochilus bambutiorum là một loài thực vật có hoa trong họ Gừng. Loài này được A.D.Poulsen & Lock miêu tả khoa học đầu tiên năm 1999.